# Вастенбург

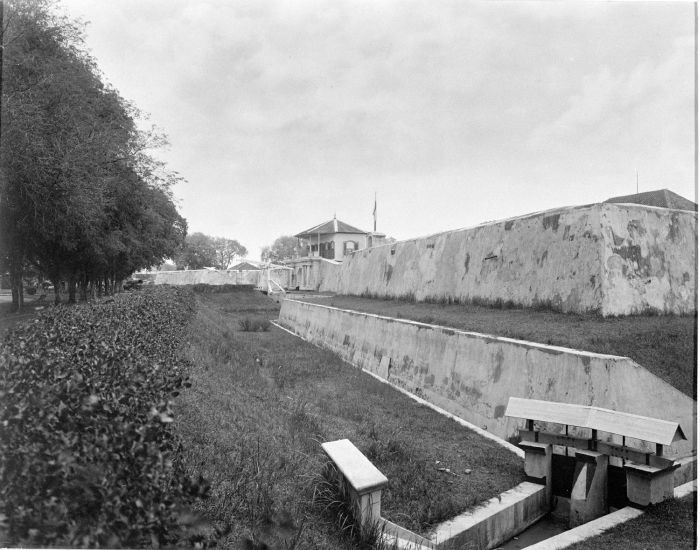
Форт Вастенбург

Вастенбург (нід. Fort Steadfast) — голландський форт, збудований у XVIII столітті у Суракарті (Індонезія). Нині пам'ятка є причиною суперечок, пов'язаних з тим, що різні частини форту мають різних власників. Внаслідок цього форт залишається під загрозою знищення.

## Опис
Форт Вастенбург є квадратною фортецею з чотирма бастіонами. Оточений 6-метровим валом та сухим ровом. Потрапити всередину можна через три брами: східна, західна й північна. Всередині форту не збереглась жодна споруда.